# ان‌جی‌سی ۱۹۲
ان‌جی‌سی ۱۹۲ (انگلیسی: NGC 192) نام یک کهکشان در صورت فلکی نهنگ است.